# Garcinia apetala
Garcinia apetala är en tvåhjärtbladig växtart som beskrevs av Jean Baptiste Louis Pierre. Garcinia apetala ingår i släktet Garcinia och familjen Clusiaceae. Inga underarter finns listade i Catalogue of Life.